# Сабо, Ласло (борец)
Ласло Сабо (венг. Szabó László, р.21 июня 1991) — венгерский борец греко-римского стиля, призёр чемпионатов мира и Европы.

## Биография
Родился в 1991 году. В 2014 году занял 5-е место на чемпионате Европы, а на чемпионате мира был 18-м. В 2015 году занял 7-е место на чемпионате мира. В 2016 году стал бронзовым призёром чемпионатов мира и Европы. На чемпионате мира 2017 года занял 11-е место.